# 阿波座ジャンクション
阿波座ジャンクション（あわざジャンクション）は、大阪府大阪市西区にある阪神高速道路16号大阪港線のジャンクション。3号神戸線が1号環状線方面のみに接続するハーフJCTである。
3号神戸線の起点となっており、合流点で湾岸線との車が交錯し混雑が発生している。この対策の一環として建設が進められてきた2号淀川左岸線が、2013年5月25日に淀川左岸線と5号湾岸線が接続する北港JCTから神戸線とを接続する海老江JCT間が開通した。

## 阿波座カーブ
3号神戸線から16号大阪港線へ接続する急カーブは、阿波座カーブと称されることもある。
また同カーブは、かつて事故多発地点だったが、車線数を2車線から1車線に減らすなど対策を行ったため、現在は阪神高速内事故多発地点のワースト20に入っていない。

## 道路
- 阪神高速3号神戸線
- 阪神高速16号大阪港線

## 隣
阪神高速16号大阪港線
(16-01)阿波座出入口 - 阿波座JCT - (16-02)西長堀出入口
阪神高速3号神戸線
阿波座JCT - (3-01)西長堀出入口 - (3-02)中之島西出入口